# Свеський завод дубильних екстрактів
Свеський завод дубильних екстрактів — промислове підприємство в селищі міського типу Свеса Ямпільського району  Сумської області.

## Історія
Будівництво заводу дубильних екстрактів у Свессі почалося в 1930 році відповідно до Першого п'ятирічки, в 1932 році завод був введений в експлуатацію. Спеціалізацією підприємства стало виробництво рослинних дубильних екстрактів промислового призначення.
У 1930-х — 1940-х роках робітники заводу брали активну участь у Стаханівському рухі.
В ході Великої Вітчизняної війни з 2 жовтня 1941 до 3 вересня 1943 року селище було окуповано німецькими військами. Загальний обсяг збитків селищу становив 4,6 млн. карбованців, завод було зруйновано.
Після закінчення війни відповідно до Четвертої п'ятирічки четвертим планом відновлення та розвитку народного господарства СРСР завод був відновлений і відновив роботу. Робітники заводу брали активну участь у раціоналізаторській діяльності. В результаті, в 1948 році підприємство виконало річний виробничий план на 120% за десять місяців і було нагороджено перехідним Червоним прапором ради міністрів СРСР і грошової премією. У 1951 році було реалізовано ще 59 раціоналізаторських пропозицій, результатом яких стала економія 93 тис. рублів.
Восьмий п'ятирічний план розвитку народного господарства СРСР (1966 - 1970 рр.) завод завершив достроково, 19 грудня 1970 року, за ефективну роботу 34 працівники заводу було нагороджено Ленінської ювілейною медаллю. У 1970-ті роки було проведено реконструкцію та технічне переозброєння заводу.
Станом на 1977 рік, завод був одним з 22 підприємств дубильноекстракційної промисловості СРСР, в цей час він випускав дубовий та вербовий дубильні екстракти для Шкіряна промисловість шкіряної промисловості.
Загалом, за радянських часів завод входив до числа найбільших підприємств селища Свесса, на заводі діяв медпункт.